# Ardennen Poteau ’44 Museum
Ardennen Poteau '44 Museum (muzeum ofensywy w Ardenach) – nieistniejące już wojskowo-historyczne muzeum otwarte w roku 1998, w Belgii, poświęcone walkom w czasie niemieckiej ofensywy w Ardenach w czasie II wojny światowej. Muzeum mieściło się w miejscowości Poteau koło Sankt Vith. Muzeum zostało zamknięte w roku 2014.
Od momentu otwarcia w 1998 muzeum powiększało ekspozycję dwukrotnie. Muzeum zlokalizowano w miejscu bitwy, tzw. zasadzki w Poteau. Na wystawie oprócz sprzętu wojskowego znajdowały się dioramy, dokumenty, mapy, a także umocnienia z tego okresu. Wśród odrestaurowanych pojazdów wiele było nadal sprawnych technicznie.